# Pisky (Pokrowsk)
Pisky (ukrainisch Піски; russisch Пески Peski) ist eine Ansiedlung im Rajon Pokrowsk im Oblast Donezk in der Ostukraine, etwa zehn Kilometer nordwestlich vom Zentrum von Donezk und etwa zwei Kilometer vom Flughafen Donezk entfernt. 

## Verwaltung
Das Dorf ist ein ehemaliger wohlhabender Vorort von Donezk.

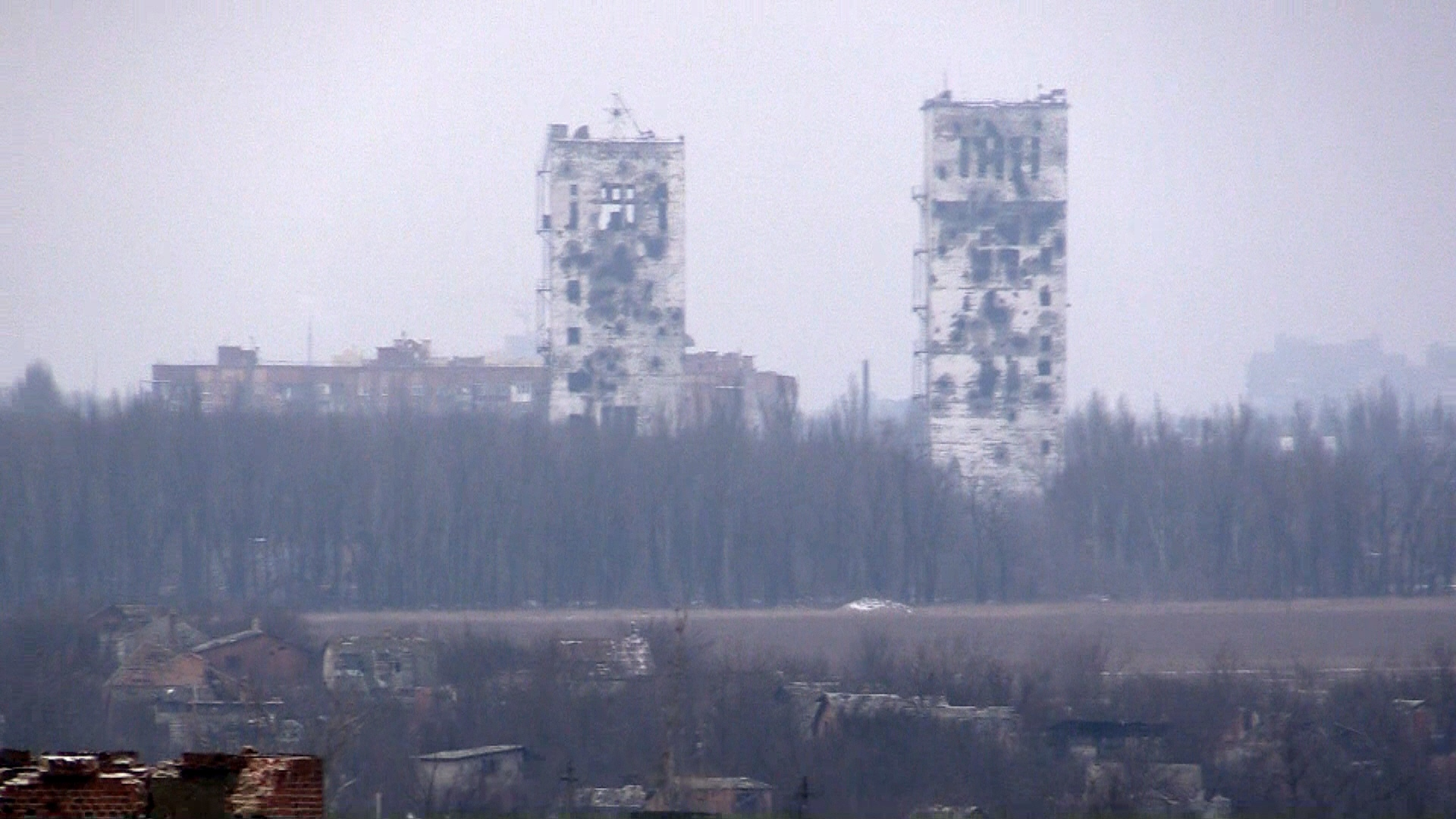
Zerschossene Gebäude im Ortsgebiet

Am 12. Juni 2020 wurde das Dorf ein Teil der neugegründeten Siedlungsgemeinde Otscheretyne, bis dahin bildete es zusammen mit dem Dorf Wodjane (Водяне) sowie den Ansiedlungen Losowe (Лозове) und Sjewerne (Сєверне) die gleichnamige Landratsgemeinde Pisky (Пісківська сільська рада/Piskiwska silska rada) im Südwesten des Rajons Jassynuwata.
Am 17. Juli 2020 wurde der Ort selbst ein Teil des Rajons Pokrowsk.

## Russisch-ukrainischer Krieg
Nach dem Ausbruch des Krieges im Donbas wechselte das Dorf im Frühjahr 2014 die Kontrolle zwischen pro-russischen Separatisten und ukrainischen Streitkräften; es wird seit Juli 2014 von der ukrainischen Armee kontrolliert. Nach Angaben eines Augenzeugen eroberte das Regiment Dnipro die Siedlung an diesem Tag eigenständig. Der Kommandeur des Geschwaders 5 des Regiments, Wolodymyr Schylow, behauptete, sie hätten daraufhin den Befehl ignoriert, Pisky zu verlassen. Danach wurde das Dorf täglich von den Separatisten angegriffen.
Pisky war danach, von September 2014 bis Januar 2015, einer der Brennpunkte der zweiten Schlacht um den Flughafen Donezk.
Der Konflikt brachte sowohl zivile als auch militärische Opfer im Dorf, das vor dem Krieg im Donbass 2000 Einwohner hatte. Im Juni 2015 lebten nur noch ein Dutzend Zivilisten in Pisky, viele von ihnen erlitten Traumata und Verletzungen. Das Dorf lag in Trümmern. Am 27. August 2015 hatte das Dorf laut Beobachtern der OSZE-Sonderbeobachtermission in der Ukraine sechs Einwohner. BBC-Korrespondent Fergal Keane berichtete am 8. Februar 2016, dass 18 Menschen in Pisky lebten.
Die Verteidigungslinie hielt nach den acht Jahren des Kampfes auch nach dem Russischen Überfall auf die gesamte Ukraine lange Zeit stand. Sie wurde von Donezk aus unter Feuer genommen, wo die russischen Geschütze zwischen hohen Wohnblöcken standen, um eine Antwort der Ukrainer zu vermeiden.
Ende Juli 2022 wurde Pisky während der Schlacht von Awdijiwka zum Schlachtfeld einer russischen Offensive.
Kräfte der Volksrepublik Donezk behauptete am 5. August, sie hätten die Kontrolle über das Dorf übernommen, während der Generalstab der Streitkräfte der Ukraine diese Behauptungen zunächst zurückwies.